# Małgorzata Marczewska
Małgorzata Marczewska – polska śpiewaczka operowa (sopran) i pedagog. 
Absolwentka Akademii Muzycznej im. Fryderyka Chopina. Solistka Opery Śląskiej w Bytomiu (1984–1988) i Warszawskiej Opery Kameralnej (1987–1990). Prowadzi klasę wokalną na Uniwersytecie Muzycznym Fryderyka Chopina (jej studentkami były m.in. Małgorzata Godlewska, Magdalena Idzik, Anna Mikołajczyk-Niewiedział, Iwona Sobotka). Kierownik Katedry Wokalistyki UMFC (2012–2015). Profesor sztuk muzycznych (2005).

## Wybrane partie operowe
- Halka (Halka, Moniuszko)
- Lola (Rycerskość wieśniacza, Mascagni)
- Mimi (Cyganeria, Puccini)
- Tatiana (Eugeniusz Oniegin, Czajkowski)